# Liste der Bischöfe von Rimini
Die folgenden Personen waren Bischöfe von Rimini (Italien):
- Heiliger Gaudentius
- 313 Stemnio
- 359? Eutichio
- 496–501? Johannes I.
- 551–553 Stefan I.
- 591 Johannes II.
- 592 Castorio
- 599–603 Johannes III.
- 679 Paolo
- 743 Agnello
- 769 Tiberio
- 826 Stefan II.
- 861 Johannes IV.
- 876–885 Delto
- 905–950 Sergio
- 967–968 Johannes V.
- 996 Uberto I.
- 998 Johannes VI.
- 1005–1015 Uberto II.
- 1024–1041 Monaldo
- 1053–1065 Uberto III.
- 1069–1102 Opizone
- 1122–1154 Rainerio
- 1158–1177 Alberico
- 1177–1182 Zuzolino
- 1186–1191 Ruffino
- 1193–1203 Ugo
- 1204–1230 Bonaventura Trissino
- 1230–1242 Benno
- 1243 Gualtiero
- 1244 Ranerio
- 1245–1249 Ugolino
- 1250–1251 Algisio Rosatta
- 1251–1261 Giacomo
- 1262–1264 Ugo
- 1265–1277 Ambrogio
- 1278–1300 Guido
- 1300–1303 Lorenzo Balacchi
- 1303–1321 Federico Balacchi
- 1321–1323 Francesco Silvestri
- 1323–1328 Girolamo Fisico
- 1328–1329 Federico
- 1329–1332 Guido de Baisio
- 1332–1353 Alidosio Alidosi
- 1353–1362 Andrea
- 1362–1366 Angelo Toris
- 1366 Geraldo Gualdi
- 1366–1371 Berardo de Bonavalle
- 1371–1374 Ugolino
- 1374–1400 Leale Malatesta
- 1400–1407 Bartolomeo Barbati
- 1407–1408 Bandello Bandelli
- 1408–1415 Bandello Bandelli (Administrator)
- 1418–1435 Girolamo Leonardi
- 1435 Antonio Corer
- 1435–1445 Cristoforo di S. Marcello
- 1445–1448 Bartolomeo Malatesta
- 1448–1449 Giacomo Vannucci di Cotrone
- 1449–1450 Lodovico Grassi
- 1450–1472 Egidio da Carpi
- 1472–1485 Bartolomeo Coccapani
- 1485 Giovanni VII.
- 1488–1495 Giacomo Passarelli
- 1495–1497 Oliviero Carafa (Administrator)
- 1497–1511 Vincenzo Carafa
- 1511–1518 Simone Bonadies
- 1518–1528 Fabio Cerri dell’Anguillara
- 1528 Franciotti Orsini (Administrator)
- 1529 Antonio del Monte (Administrator)
- 1529–1550 Ascanio Parisani
- 1550–1574 Giulio Parisani
- 1571 G. F. Sormani
- 1574–1584 Giovanni Battista Castelli
- 1584–1591 Vincenzo Torfanini
- 1591–1606 Giulio Cesare Salicini
- 1606–1619 Berlingerio Gessi
- 1619–1627 Cipriano Pavoni
- 1627–1646 Angelo Cesi
- 1646–1656 Federico Sforza (Kardinal)
- 1656–1659 Tommaso Carpegna
- 1659–1687 Marco Gallio
- 1687–1698 Domenico Maria Corsi (Kardinal)
- 1698–1726 Giovanni Maria Davia
- 1726–1745 Renato Massa
- 1745–1752 Alessandro Giuccioli
- 1752–1757 Marco Antonio Zollio
- 1757–1759 Giovan Battista Stella
- 1759–1763 Lodovico Valenti
- 1763–1777 Francesco Castellini
- 1777–1779 Andrea Minucci
- 1779–1807 Vincenzo Ferretti
- 1807–1819 Gualfardo Ridolfi
- 1819–1822 Giovanni Francesco Guerrieri
- 1824–1833 Ottavio Zollio
- 1833–1845 Francesco Gentilini
- 1845–1863 Salvatore Leziroli
- 1863–1871 Luigi Clementi
- 1871–1876 Luigi Paggi
- 1876–1879 Luigi Raffaele Zampetti
- 1879–1882 Francesco Battaglini
- 1882–1891 Alessandro Chiaruzzi
- 1891–1900 Domenico Fegatelli
- 1900–1944 Vincenzo Scozzoli
- 1945–1953 Luigi Santa IMC
- 1953 Luigi Negrin (Administrator)
- 1953–1976 Emilio Biancheri
- 1977–1988 Giovanni Locatelli (auch Bischof von Vigevano)
- 1988–1989 Ersilio Tonini (Administrator)
- 1989–2007 Mariano De Nicolò
- 2007–2022 Francesco Lambiasi
- seit 2022 Nicolò Anselmi